# Kevin Mambo
Kevin Mambo (nascido em 29 de junho de 1972) é um músico e ator zimbabuano-canadense. Ele é mais conhecido pelo seu papel na serie Guiding Light, da CBS Daytime, no papel de Marcus Williams, que lhe rendeu dois Emmys Diurnos e pelo seu papel como Fela Anikulapo-Kuti na produção da Broadway do musical Fela!

## Juventude
Kevin Mambo nasceu em Harare, no Zimbábue, e cresceu em Saskatoon, Saskatchewan, Canadá. Músico ávido, ele frequentou o coro de uma igreja quando era criança e começou a tocar piano aos 8 anos, saxofone aos 10 anos e o violão aos 19 anos.  Frequentou o Aden Bowman Collegiate em Saskatoon e depois o Brentwood College School em Mill Bay, British Columbia. Ele estudou Ciência Política e História Africana na McGill University em Montreal, Quebec, onde também fez aulas no McGill Jazz Conservatory. Kevin então se transferiu para a University of Southern California, onde obteve seu diploma de Bacharel em Belas Artes.

## Carreira
Em 2015, Mambo apareceu na produção do Billie Holiday Theatre de Jackie Alexander 's Brothers from the Bottom, contracenando com Wendell Pierce. Em 2014, Mambo estrelou como Barret Rude Jr. no musical The Fortress of Solitude, que estreou no Dallas Theatre Center e no The Public Theatre em Nova York.  O musical é baseado em The Fortress of Solitude de Jonathan Lethem. O Mambo também apareceu no Livro de Mórmon como Mafala durante a primeira turnê nacional (2012-2013) e como Chanceler no filme de Danai Gurira, The Convert (dirigido por Emily Mann) em 2011-2012.
Ele tocou Fela Anikulapo-Kuti na produção da Broadway do musical Fela! no Eugene O'Neill Theatre, e apareceu fora da Broadway na peça premiada de Lynn Nottage, Ruined no Manhattan Theatre Club e no Goodman Theatre em Chicago, Hoodoo Love no Cherry Lane Theatre, Once Around the Sun no Zipper Factory Theatre e Fela é uma arma no Shrine Theatre. Créditos de cinema e televisão incluem Cadillac Records, Nina, Mistress; Guiding Light (duas vezes Daytime Emmy Award de Melhor Ator Mais Jovem em Série Dramática), One Life to Live, Soul Food, Qualquer Dia Agora, Lei e Ordem, Lei e Ordem: Intenção Criminosa, Deadline, Lei e Ordem: Trial by Júri, Lei e Ordem: Unidade de Vítimas Especiais, Spin City, Family Matters, Freshman Dorm; O pelotão de fuzilamento e One of Us Tripped.